# Stor-Örutjärnen
Stor-Örutjärnen är en sjö i Skellefteå kommun i Västerbotten och ingår i Bureälvens huvudavrinningsområde. Sjön har en area på 0,0687 kvadratkilometer och ligger 133,2 meter över havet. Sjön avvattnas av vattendraget Noret.

## Delavrinningsområde
Stor-Örutjärnen ingår i det delavrinningsområde (718841-174039) som SMHI kallar för Utloppet av Stor-Örutjärnen. Medelhöjden är 137 meter över havet och ytan är 0,41 kvadratkilometer. Det finns inga avrinningsområden uppströms utan avrinningsområdet är högsta punkten. Noret som avvattnar avrinningsområdet har biflödesordning 2, vilket innebär att vattnet flödar genom totalt 2 vattendrag innan det når havet efter 29 kilometer. Avrinningsområdet består mestadels av skog (84 procent). Avrinningsområdet har 0,07 kvadratkilometer vattenytor vilket ger det en sjöprocent på 16,4 procent.